# جون بيل تومسون
جون بيل تومسون (بالإنجليزية: John Bell Thomson)‏ هو ضابط شرطة نيوزيلندي، ولد في 1835، وتوفي في 1896.